# Turdus ravidus
Turdus ravidus é uma espécie extinta de ave passeriforme que era endêmica da ilha de Grande Caimão. Foi descrita cientificamente por Charles B. Cory em 1886.